# Georges Hubatz
Georges Hubatz, né le 15 avril 1912 à Laon dans le département de l'Aisne, en région Hauts-de-France et mort le 20 octobre 1993 dans la même ville, est un coureur cycliste français, professionnel de 1935 à 1937.

## Biographie
Il court pour l'équipe cycliste Peugeot en 1935 et 1936.

## Palmarès
- 1932
  - 3e de Paris-Laon
- 1934
  - Paris-Laon
  - 3e de Paris-Hirson
- 1935
  - Champion de l'Aisne de cyclo-cross[2]
  - 2e de Paris-Reims
- 1936
  - Grand Prix Peugeot
  - 3e de Paris-Nantes
  - 3e du G.P de la Somme
  - 3e de Paris-Soissons[2]
- 1937
  - 2e du G.P de la Somme
- 1938
  - Paris-Laon
  - 3e du Grand Prix de Fourmies
- 1946
  - Paris-Soissons
- 1947
  - Paris-Laon
- 1948
  - Grand Prix de Fourmies
- 1949
  - 2e de Paris-Soissons
- 1950
  - 3e de Paris-Soissons
- 1951
  - Paris-Laon
- 1953
  - Paris-Laon
- 1954
  - Paris-Soissons

## Résultats sur le Tour de France
1 participation
- 1935 : 44e au classement général[3]